# 賽峰集團
賽峰集團（法語：Safran S.A.）是一個法國跨國航空器與火箭發動機、航空設備與防務設備製造商。

## 歷史
在2005年時由兩家法國公司——專門從事航太設備開發製造的斯奈克瑪（Snecma）與專門從事軍事設備開發製造的薩基姆（SAGEM）通過併購組成。總部設於巴黎的賽峰，在全球50個以上的國家擁有相關業務，旗下員工66,300人（2013年統計）。
2017年1月19日賽峰集團同意以90億美元現金收購同業卓達宇航集團。

## 業務
在經過購併整合後，賽峰的業務主要分為三個大類：
- 航太：主要生產民用、軍用飛機、直昇機與太空飛行用的推進系統，與各類航空用的相關設備。賽峰飛機發動機公司、賽峰直升機發動機公司（英语：Safran Helicopter Engines）、CFM國際、阿麗亞娜集團、動力噴射（英语：PowerJet）、歐槳國際（英语：Europrop International）等。
- 防務：生產以導航與光電為主的軍事用高科技設備。知名的產品包括雀鷹式無人機（Sperwer）與AASM（Armement air-sol modulaire，空對地模組化武器系統）等。
- 保全：主要業務項目包括指紋辨識之類的生物保全技術、電子身份認證，與被廣泛使用在各國機場及重要場所安檢關卡的危險物檢測系統。賽峰的保全相關業務主要是透過子公司莫弗公司（法语：Morpho (entreprise)）（Morpho S.A.）經營。

## 外部連結
- 賽峰集團官方網站 （页面存档备份，存于）（法文）（英文）